# Wolfgang de Brunswick-Grubenhagen
Wolfgang de Brunswick-Grubenhagen (1531 –  1595) fut Prince de Grubenhagen de 1567 à 1595.

## Biographie
Wolfgang nait le 6 avril 1531 à Herzberg am Harz, il est le 5e fils du duc Philippe Ier de Brunswick-Grubenhagen et de sa seconde épouse Catherine de Mansfeld. Il succède à son frère aîné, Ernest III/IV comme duc en 1567, et gouverne la petite principauté de Grubenhagen. Comme bon nombre de ses prédécesseurs et des souverains contemporains il a des problèmes financiers qui le contraignent  à vendre ou à engager une grande patrie de ses possessions  et d'augmenter le niveau des impôts de ses sujets.
En 1581, il concède aux citoyens d'Herzberg am Harz le droit de s'assurer leur propre combustible à partir du bois et de ramasser  des feuilles afin de fertiliser leurs champs. Il tente d'améliorer le niveau de l'éducation dans ses états  en établissant une école à sa cour de Herzberg. Après l'extinction en 1591 des comtes de Hohnstein, Wolfgang  prononce en 1593 la dissolution comme fief du comté de Lauterberg-Scharzfeld, pour contrer les revendications de la maison de Stolberg. La même année il confirme la réglementation minière du Harz promulguée en 1554 et accorde aux habitants de Herzberg am Harz le droit de brasser la bière et une licence pour commercer les vins. Il crée un jardin d'agrément pour son épouse Dorothée de Saxe-Lauenbourg (11 mars 1543 – 5 avril 1586) à côté du château de Herzberg.
Wolfgang meurt le 14 mai 1595 à Herzberg et il est inhumé près de ses parents, de ses frères et de son épouse
dans la crypte de l'église Saint-Blaise d'Osterode am Harz. Comme il ne laisse pas d'enfant c'est son jeune frère Philippe II qui hérite de la principauté.